# 타우누스산맥

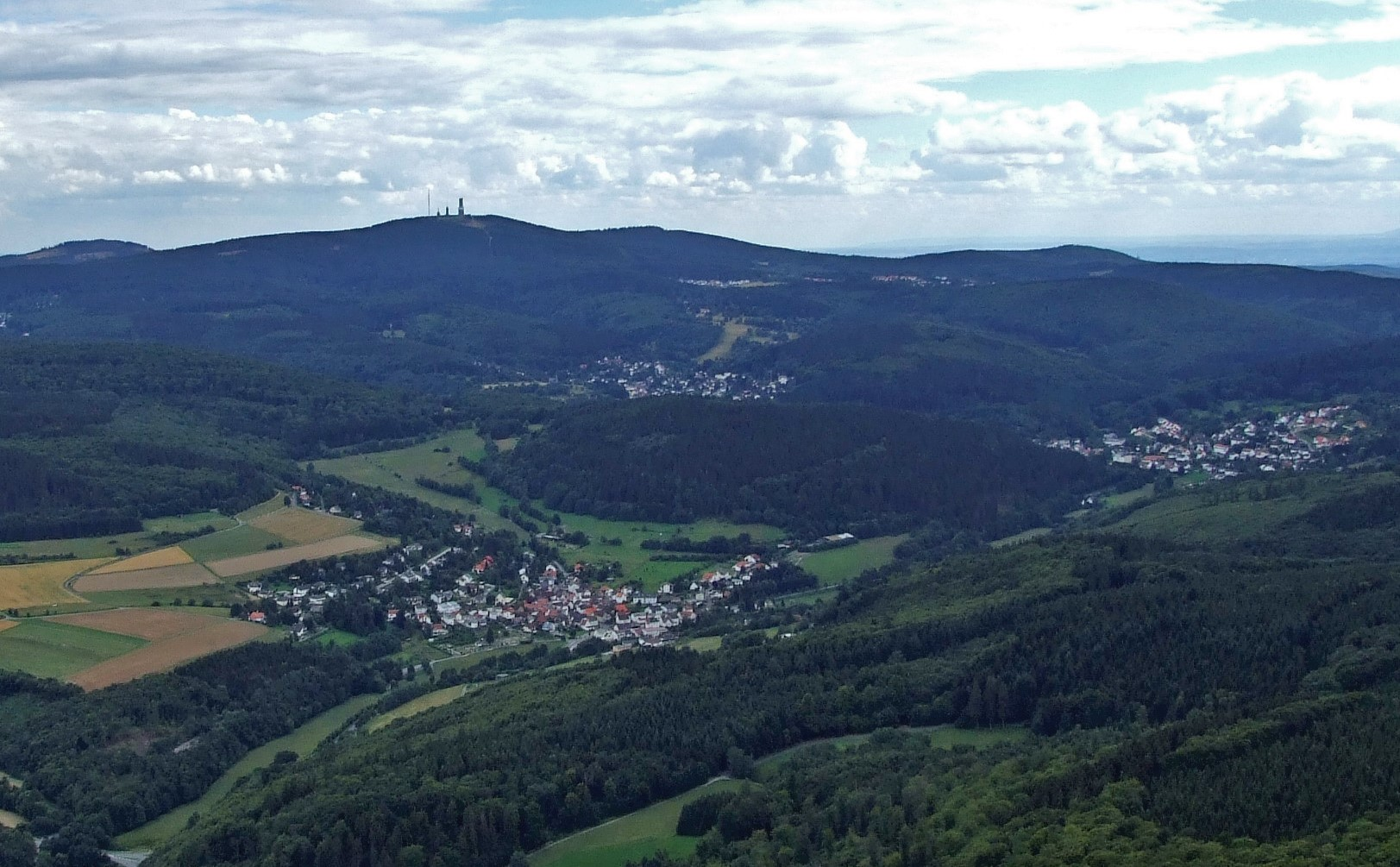
타우누스산맥

타우누스산맥(독일어: Taunus)은 독일 헤센주에 걸쳐 있는 산맥으로 면적은 2,700km2, 길이는 75km, 너비는 35km이다. 프랑크푸르트암마인의 북쪽에 위치하며 라인강, 마인강, 란강과의 경계를 형성한다.
산맥에서 가장 높은 봉우리는 그로서펠트베르크봉(Großer Feldberg)으로 높이는 878m이다. 그 외의 봉우리로는 클라이너펠트베르크봉(Kleiner Feldberg, 높이 825m), 알트쾨니히봉(Altkönig, 높이 798m)이 있다.